# Ixylasia trogonoides
Ixylasia trogonoides är en fjärilsart som beskrevs av Walker 1864. Ixylasia trogonoides ingår i släktet Ixylasia och familjen björnspinnare. Inga underarter finns listade i Catalogue of Life.